# Jedlová (přítok Kamenice)
Jedlová je levostranný přítok řeky Kamenice v okresech Liberec a Jablonec nad Nisou v Libereckém kraji. Délka toku měří 7,2 km. Plocha povodí činí 10,6 km².

## Průběh toku
Potok pramení na rozvodnicovém vrchovišti v přírodní rezervaci Na Čihadle v katastru města Hejnice v nadmořské výšce 974 m. Dále potok teče jižním směrem a přijímá několik bezejmenných potoků. Po čtyřech a půl kilometrech od pramene se nacházejí vodopády Jedlová a potok vtéká do přírodní rezervace Jedlový důl. Poté, co potok vyteče z PR Jedlový důl, přijímá Jedlová zleva svůj největší přítok, který je však bezejmenný. Dále potok pouze proteče částí obce Josefův Důl a asi 450 m vzdušnou čarou od vlakové stanice Josefův Důl se Jedlová vlévá do Kamenice v nadmořské výšce 561 m.

## Galerie

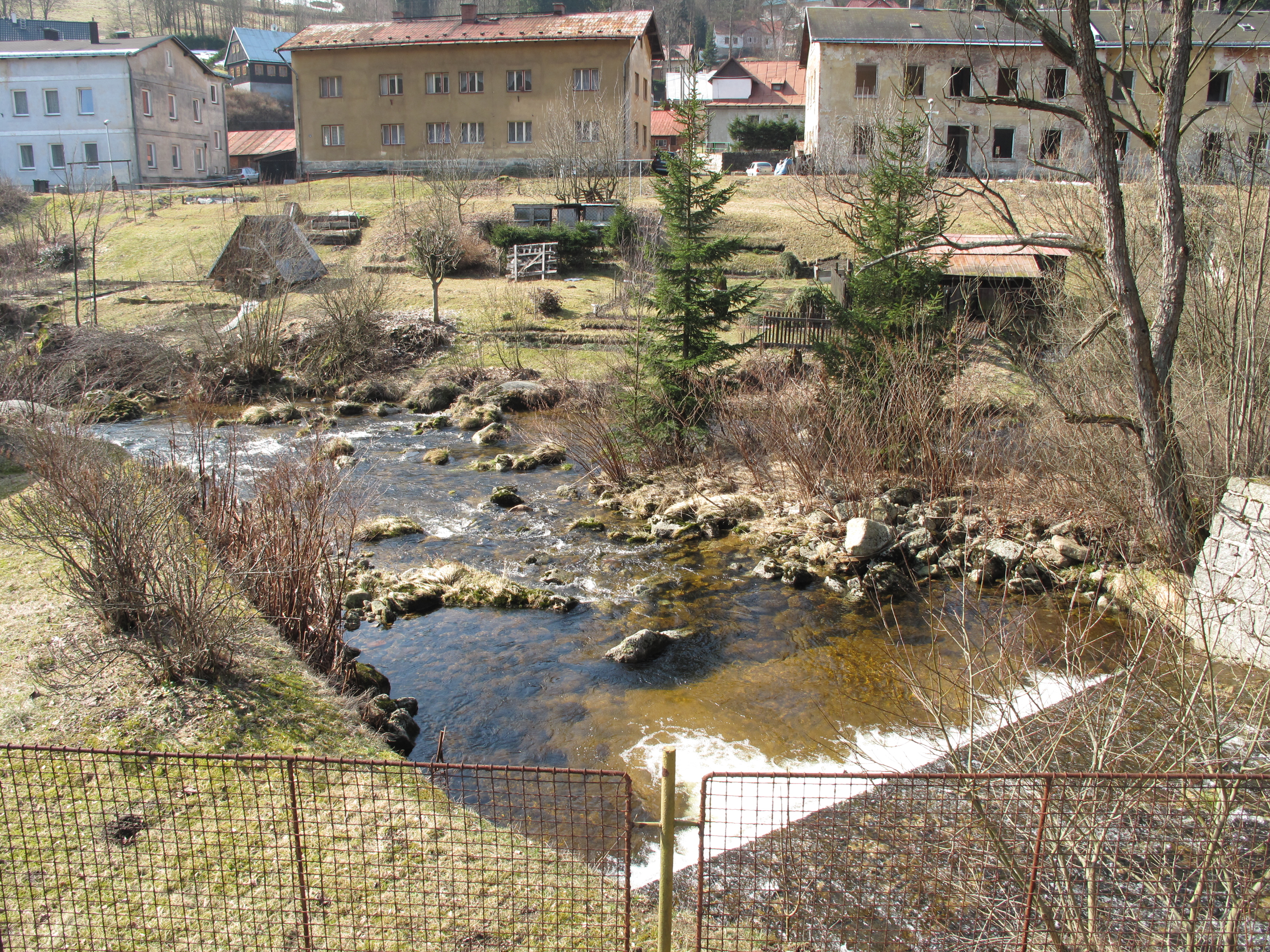
Soutok Kamenice a Jedlové
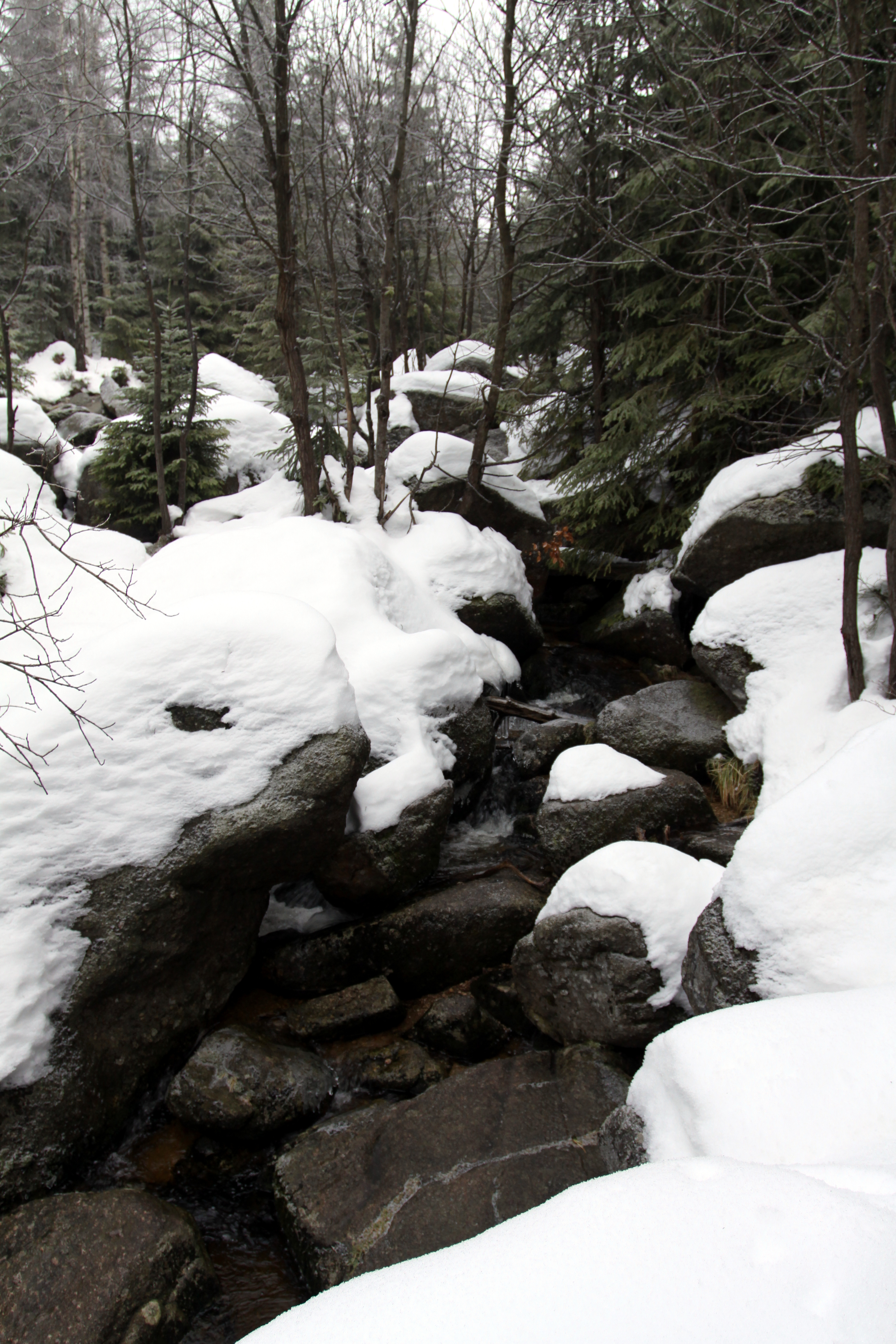
Přírodní rezervace Jedlový důl v zimě
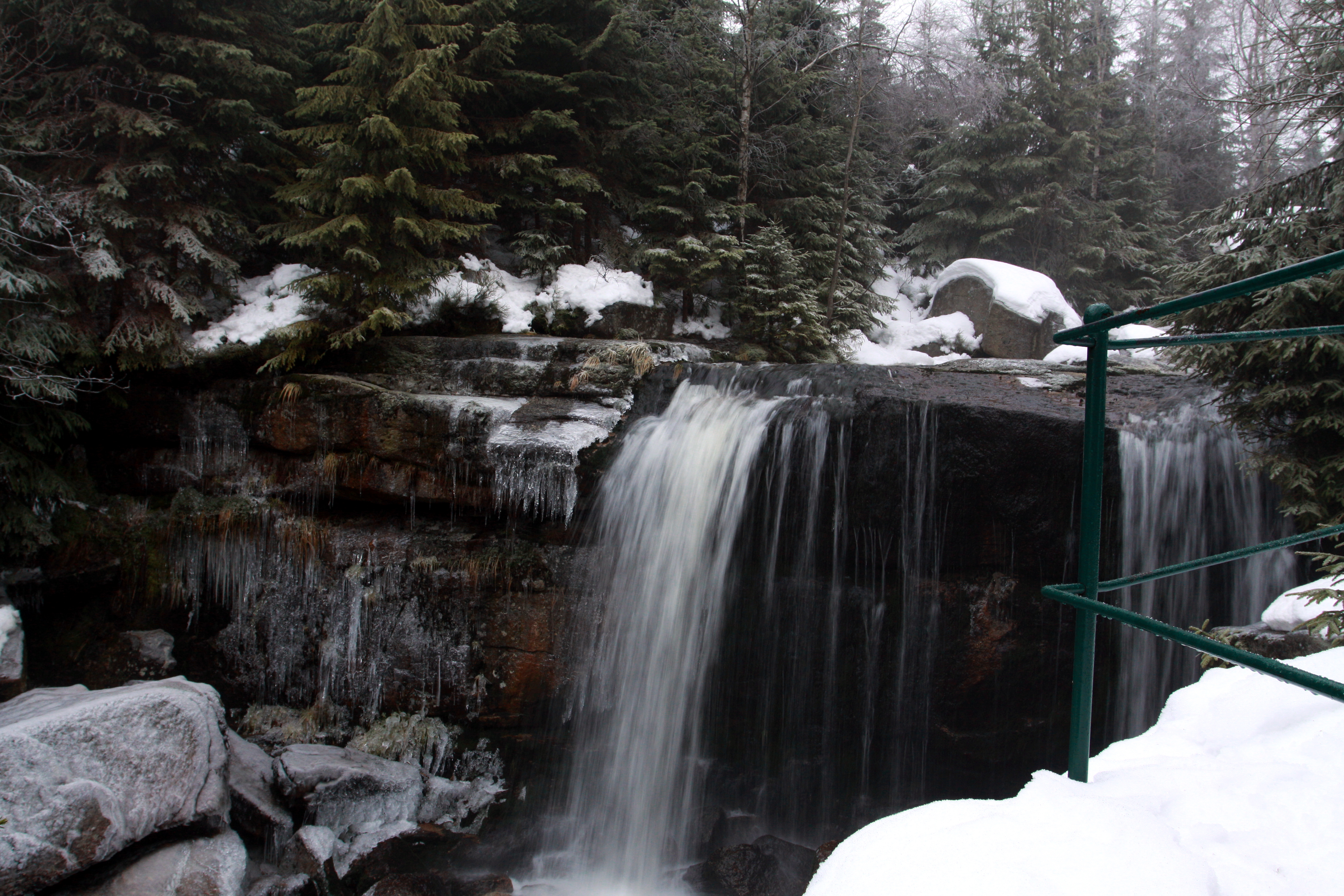
Přírodní rezervace Jedlový důl v zimě
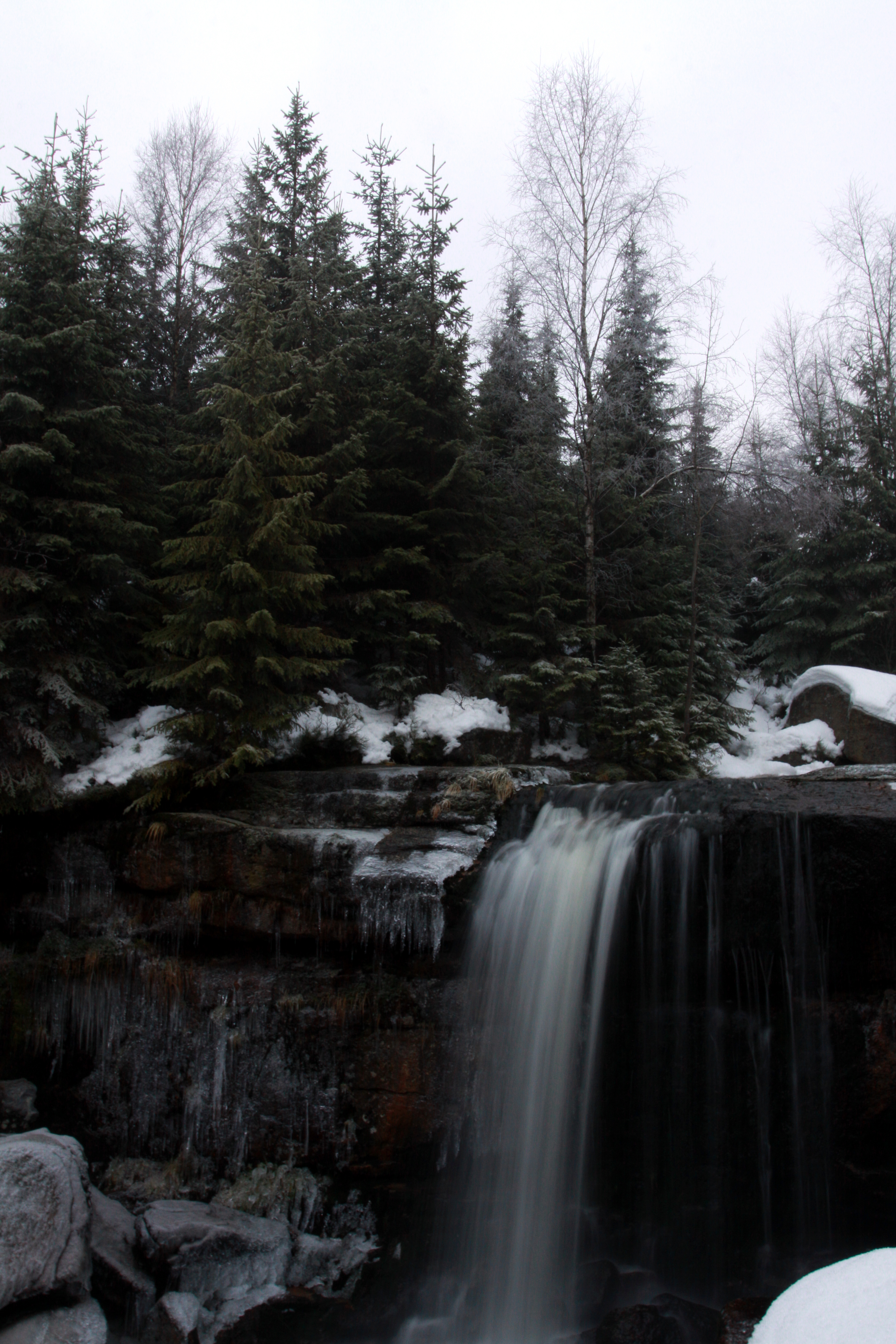
Přírodní rezervace Jedlový důl v zimě
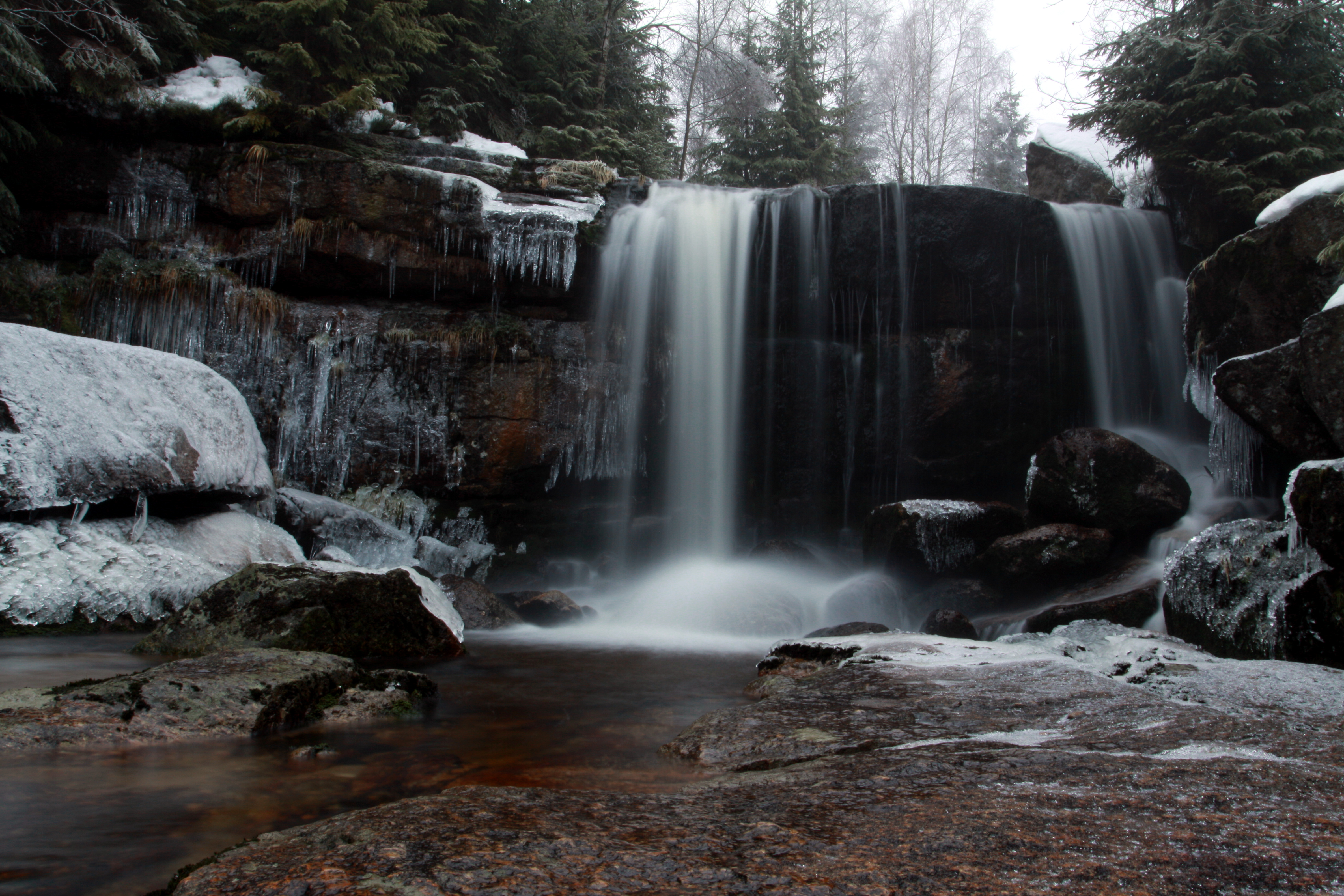
Přírodní rezervace Jedlový důl v zimě
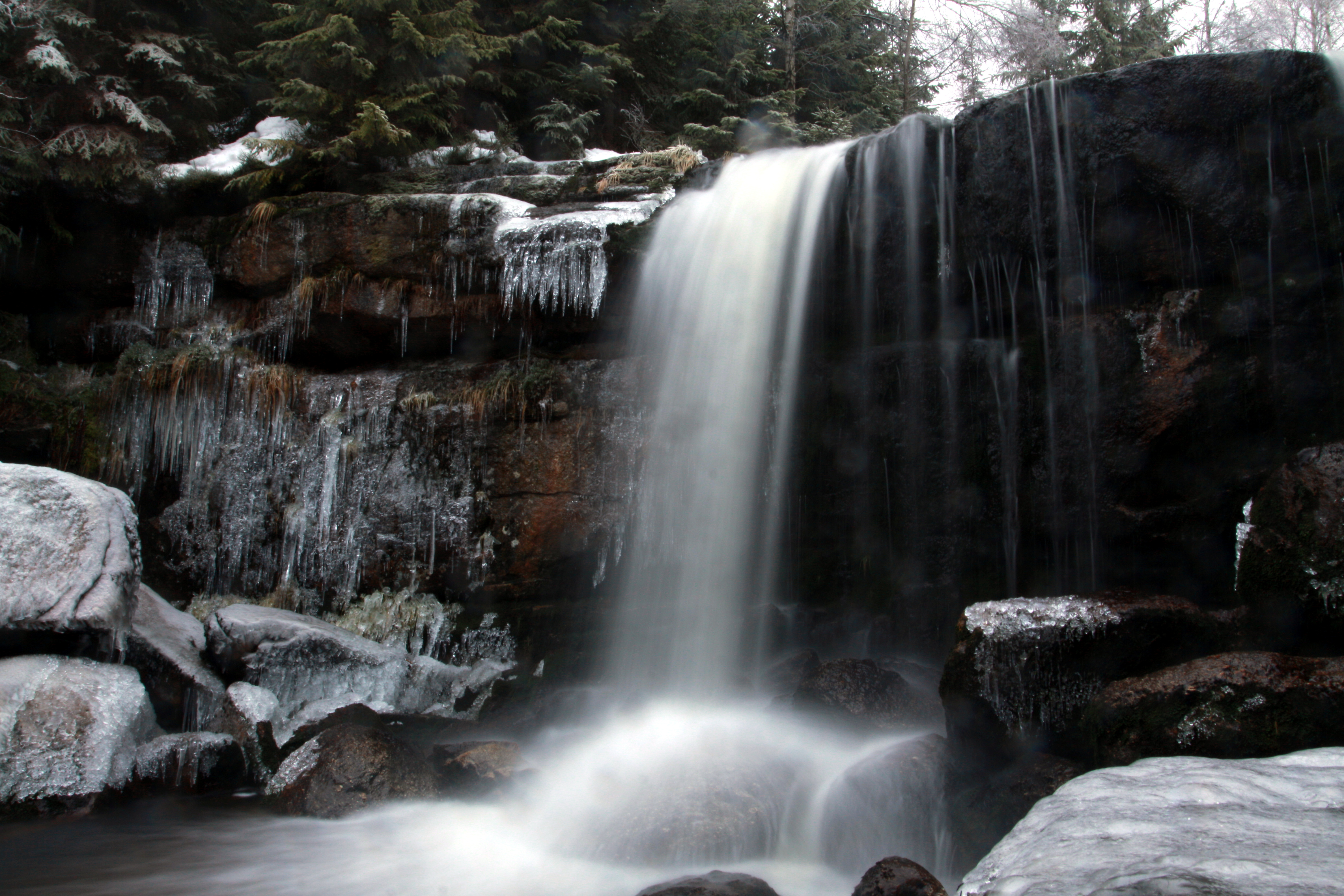
Přírodní rezervace Jedlový důl v zimě
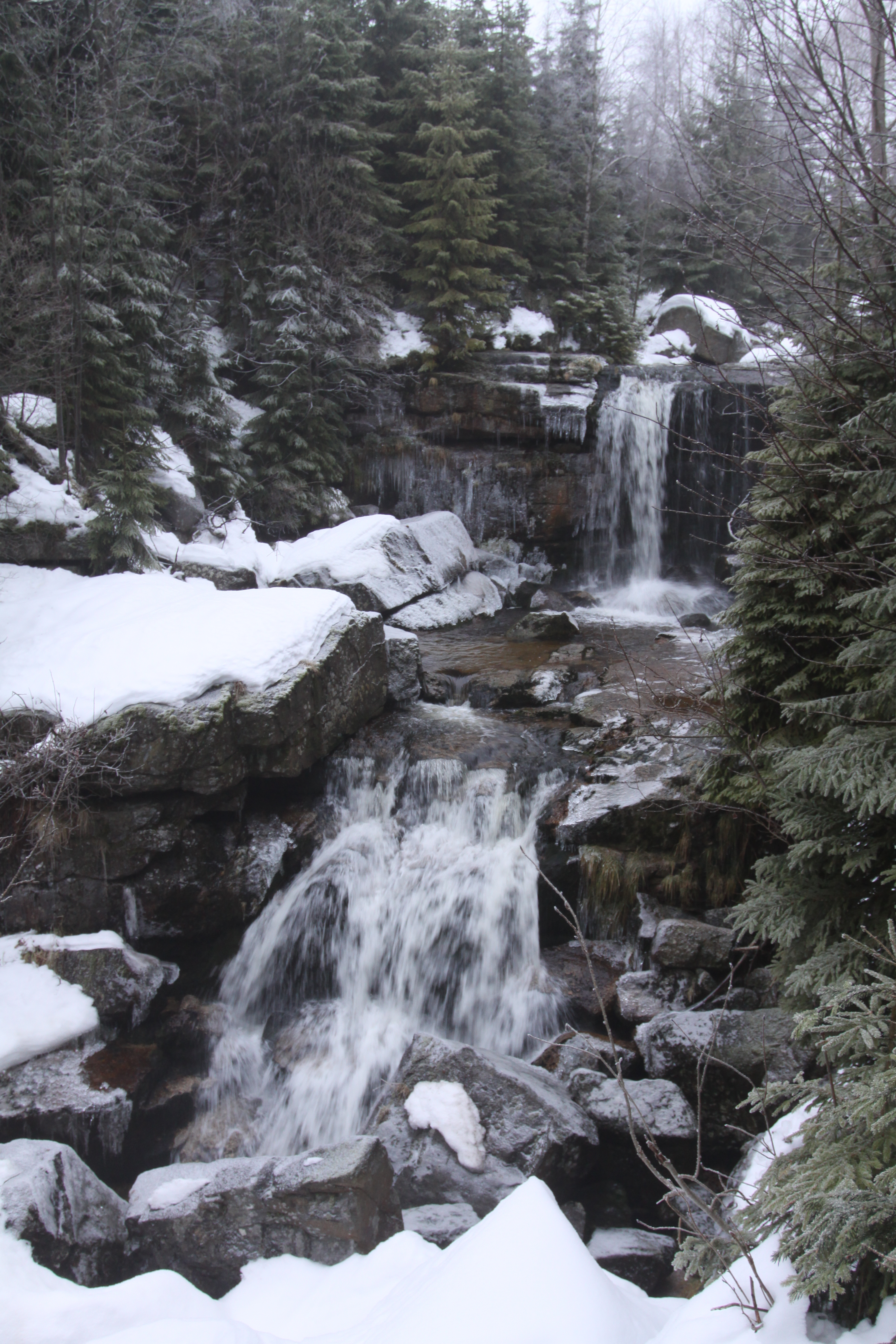
Přírodní rezervace Jedlový důl v zimě
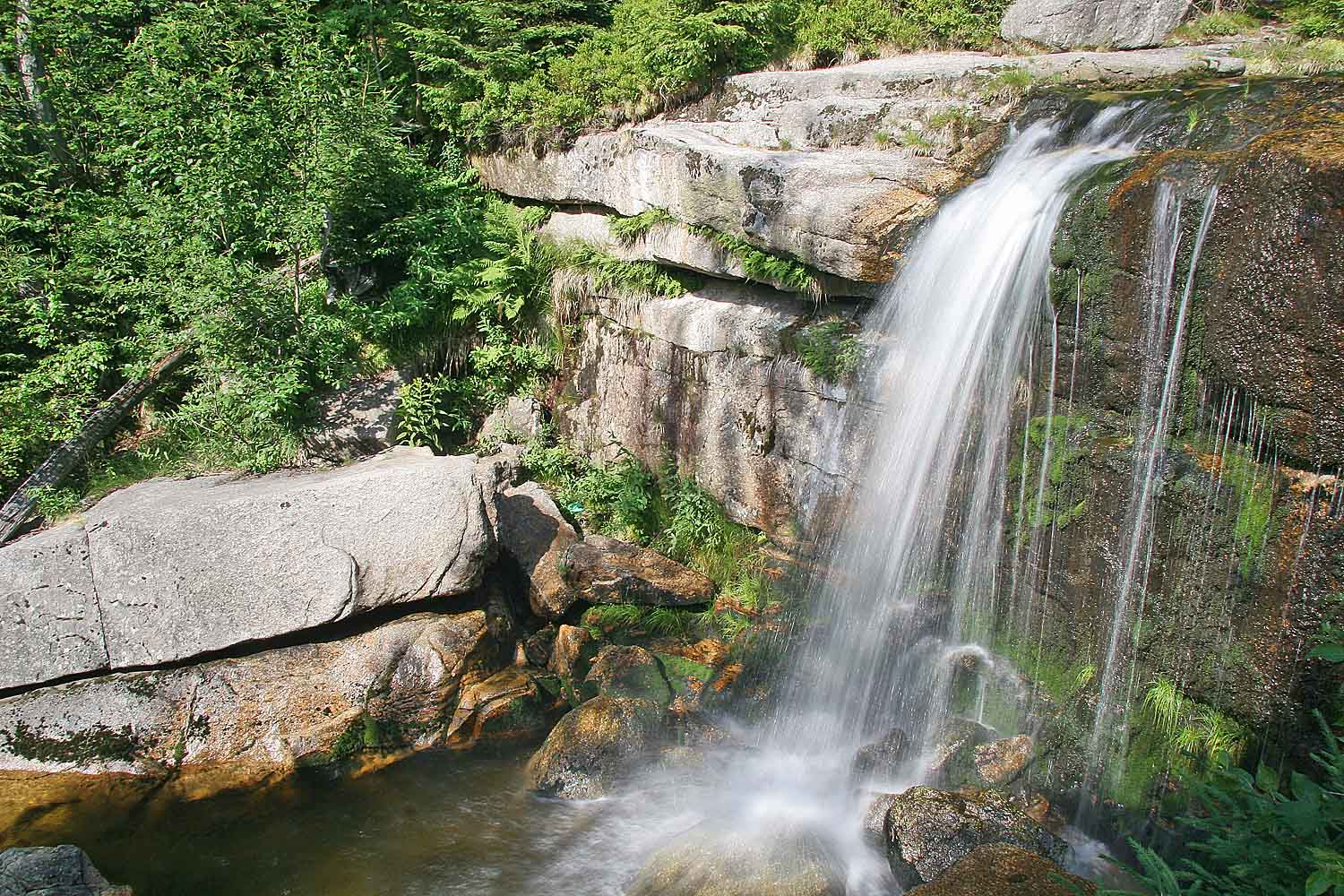
Vodopád v závěru PR Jedlový důl